# المعاصم السفلية (سيدي عبد السلام)
المعاصم السفلية هو دُوَّار يقع بجماعة أزلا، إقليم تطوان، جهة طنجة تطوان الحسيمة في المملكة المغربية. ينتمي الدوّار لمشيخة سيدي عبد السلام التي تضم دوارين. يقدر عدد سكانه بـ 1721 نسمة حسب الإحصاء الرسمي للسكان والسكنى لسنة 2004.

## روابط خارجية
- البوابة الوطنية للجماعات الترابية
- المندوبية السامية للتخطيط